# Fort Lupton
Fort Lupton è un centro abitato degli Stati Uniti situato nella contea di Weld, nello stato del Colorado. In base al censimento del 2000 la popolazione era di 6.787 abitanti.

## Geografia fisica
Secondo i rilevamenti dell'United States Census Bureau, Fort Lupton si estende su una superficie di 10,4 km².